# Булдаков, Михаил Григорьевич
Михаил Григорьевич Булдаков (23 октября 1918, Булдаки, Вятская губерния — 30 июня 1975, Киров) — гвардии капитан, командир батальона 146-го гвардейского стрелкового полка 48-й гвардейской стрелковой дивизии 28-й армии 1-го Украинского фронта. Герой Советского Союза.

## Биография
Михаил Григорьевич Булдаков родился 23 октября 1918 года в деревне Булдаки в семье русского крестьянина. В 1934 году окончил семь классов, а в 1935 — курсы бухгалтеров; работал счетоводом в колхозе.
В мае 1939 года был призван в ряды Красной армии и участвовал в боевых действиях в ходе Советско-финской войны.

### Участие в Великой Отечественной войне
Указом Президиума Верховного Совета СССР от 27 июня 1945 года за образцовое выполнение боевых заданий командования в борьбе против немецко-фашистских захватчиков и проявленные при этом мужество и героизм Булдакову Михаилу Григорьевичу было присвоено звание Героя Советского Союза с вручением Ордена Ленина и медали «Золотая Звезда».

### После войны
В 1946 году капитан Булдаков вышел в запас и вернулся в город Киров.
30 июня 1975 года Михаил Григорьевич Булдаков скончался.

## Память
Имя Михаила Григорьевича Булдакова высечено на мемориальной доске, установленной в Кирове, с именами других кировчан-Героев Советского Союза.

## Комментарии
1. ↑  Деревня Булдаки, входившая в 1960—1994 годы в состав Кирово-Чепецкого района Кировской области, с 1994 года входит в состав Октябрьского района города Киров[1].